# Henrique I da Germânia
Henrique I da Germânia, o Passarinheiro (em alemão:  Heinrich der Finkler ou Heinrich der Vogler, em latim: Henricius Auceps; 876 – Quedlimburgo, Memleben, Saxônia, 2 de julho de 936) foi duque da Saxônia a partir de 912 e rei dos germanos de 919 até a sua morte, em 936. Como o primeiro monarca não franco da Frância Oriental, ele estabeleceu a dinastia otoniana de reis e imperadores e é geralmente considerado o fundador do Estado medieval alemão. Conhecido como um ávido caçador, ele ganhou a alcunha de "o Passarinheiro" pois supostamente estava consertando suas redes de observação de pássaros quando os mensageiros chegaram para informá-lo que seria rei.
Ele nasceu na linhagem de Liudolfing de duques saxões. Seu pai, Otão I da Saxônia, faleceu em 912 e Henrique logo o sucedeu. Como novo duque, ele lançou uma rebelião contra o rei da Frância Oriental, Conrado I da Germânia, pelo direito sobre as terras do Ducado de Turíngia. Os dois se reconciliaram em 915 e em seu leito de morte, em 918, Conrado recomendou Henrique para sucede-lo como rei, considerando-o como o único que seria capaz de manter o reino unido em face de divisões internas e agressões externas, como das tribos magiares.
Henrique foi eleito e coroado rei da Germânia em 919. Ele então derrotou os duques rebeldes da Baviera e da Suábia, consolidando seu governo. Através da guerra e de um casamento dinástico, Henrique adquiriu a Lotaríngia como vassalo em 925. Ao contrário dos seus predecessores carolíngios, Henrique não buscou criar uma monarquia centralizada, governando através de um sistema federado de ducados tribais autônomos. O rei construiu diversas fortificações pelo império e formou uma tropa de cavalaria pesada para combater as incursões magiares em 933, derrotando-os decisivamente na Batalha de Merseburgo, encerrando assim os ataques húngaros após 21 anos e fomentando, no processo, o senso de nação na Alemanha. Henrique buscou sedimentar a hegemonia alemã na Europa ao derrotar os eslavos em 929 na Batalha de Lenzen, nas margens do Rio Elba, e depois submetendo Venceslau I ao invadir o Ducado da Boêmia, no mesmo ano, e depois conquistou os reinos dinamarqueses na região de Schleswig, em 934. O status hegemônico de Henrique ao norte dos alpes foi reconhecido pelos reis Raul de Frância Ocidental e Rodolfo II da Borgonha, com os dois aceitando uma condição de subordinação como aliados em 935. Henrique planejou uma expedição contra Roma para ser coroado imperador pelo papa, mas ele faleceu antes de começar os planejamentos. Em vida, Henrique evitou o colapso da autoridade real, como havia acontecido na Frância Ocidental, e deixou um reino poderoso para seu sucessor, Otão I.
Ele foi sepultado na Abadia de Quedlimburgo, que tinha sido estabelecida por sua esposa, Matilde, em sua honra.

## Relações familiares
Filho de Oto I "o Ilustre", duque da Saxônia, (836 – 30 de novembro de 912) e de Hedwiga (?–903), filha de Henrique da Francônia, marquês de Nêustria (830-886) e de Ingeltrude de Frioul.
Casou-se por duas vezes, a primeira em 906 com Hateburga de Alstadt, filha do conde Eruíno da Saxônia, de quem teve um filho: 
- Thankmar, que foi morto na Batalha de Eresburgo, lutando contra seu irmão Oto I.

Henrique se separou da primeira mulher em 909. No mesmo ano, casou segunda vez no castelo Wallhausen perto de Sangerhausen com Matilde de Ringelheim "Santa Matilde" (890 – 14 de março de 968), de quem teve cinco filhos: 

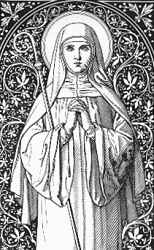
Matilde de Ringelheim

1. Otão I do Sacro Império Romano-Germânico, (23 de novembro de 912 – Memleben, 7 de maio de 973), casou por duas vezes, a primeira com Edite de Wessex, filha de Eduardo, o Velho, rei do Wessex e a segunda com Adelaide da Itália;
2. Henrique I da Baviera, (? – 1 de novembro de 955) casado com Judite da Baviera, filha de Arnulfo da Baviera, o Mau;
3. Bruno I, Arcebispo de Colônia;
4. Edviges da Saxónia (922 – 10 de maio de 965) casada com Hugo, o Grande, marquês da Nêustria, duque dos francos e conde de Paris;
5. Gerberga da Saxônia (? – 5 de maio de 959) casada por duas vezes, a primeira com Gilberto de Lotaríngia, duque da Lorena (ou Lotaríngia entre 924 – 939), e a segunda com Luís IV de França, rei de França.